# Trugbild
Ein Trugbild (auch Chimäre oder Schimäre) ist eine imaginäre, nicht der Wirklichkeit entsprechende Erscheinung.
Beispiele:
- Wahrnehmungstäuschungen
  - Fata Morgana
  - Optische Täuschung
- Psychogene und mentale Trugbilder
  - Halluzination
  - Traum
  - Phantasma, siehe auch Phantasie
  - Tagtraum
  - Hirngespinst, siehe Luftschloss